# Pipit cafre
Anthus caffer
Espèce
Statut de conservation UICN

LC : Préoccupation mineure
Le Pipit cafre (Anthus caffer) est une espèce africaine de passereaux de la famille des Motacillidae.

## Répartition
Ce taxon se rencontre en Afrique du Sud, en Angola, au Botswana, en Eswatini, en Éthiopie, au Kenya, au Malawi, en Mozambique, en Tanzanie, en Zambie et au Zimbabwe.

## Liste des sous-espèces
Selon GBIF (8 juin 2023) :
- Anthus caffer australoabyssinicus Benson, 1942
- Anthus caffer blayneyi Someren, 1919
- Anthus caffer caffer Sundevall, 1850
- Anthus caffer mzimbaensis Benson, 1955
- Anthus caffer traylori Clancey, 1964

## Systématique
Le nom valide complet (avec auteur) de ce taxon est Anthus caffer Sundevall, 1850,..
Ce taxon porte en français le nom vernaculaire ou normalisé suivant : Pipit cafre,.

## Publication originale
- (sv + la) Sundevall, « Fåglar frân Södra Afrika » [« Oiseaux d'Afrique du Sud »], Öfversigt af Kongl. Vetenskaps-Akademiens Förhandlingar, Stockholm, Norstedt & Söner, vol. 7,‎ 1850, p. 96-111 (ISSN 1100-4622, OCLC 6303212, lire en ligne).